# Hirondelle (navire)
Pour les articles homonymes, voir Hirondelle (homonymie).
L'Hirondelle est un navire océanographique, goélette 2 mâts de 32 m, de 200 tonneaux, acquise par le prince Albert Ier de Monaco pour ses explorations maritimes scientifiques entre 1885 et 1889.

## Histoire

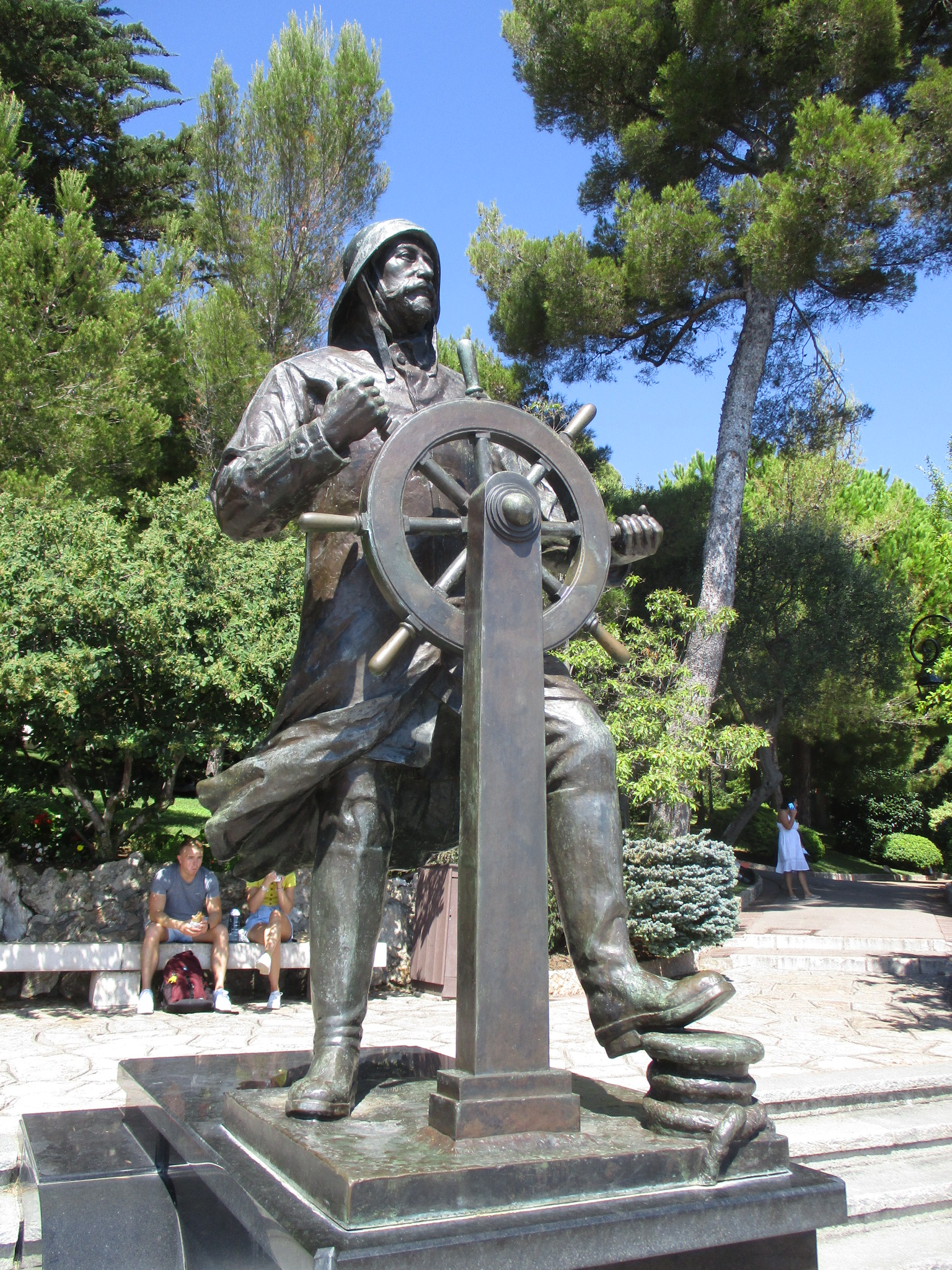
Statue du prince Albert Ier de Monaco, des jardins Saint-Martin de Monaco.

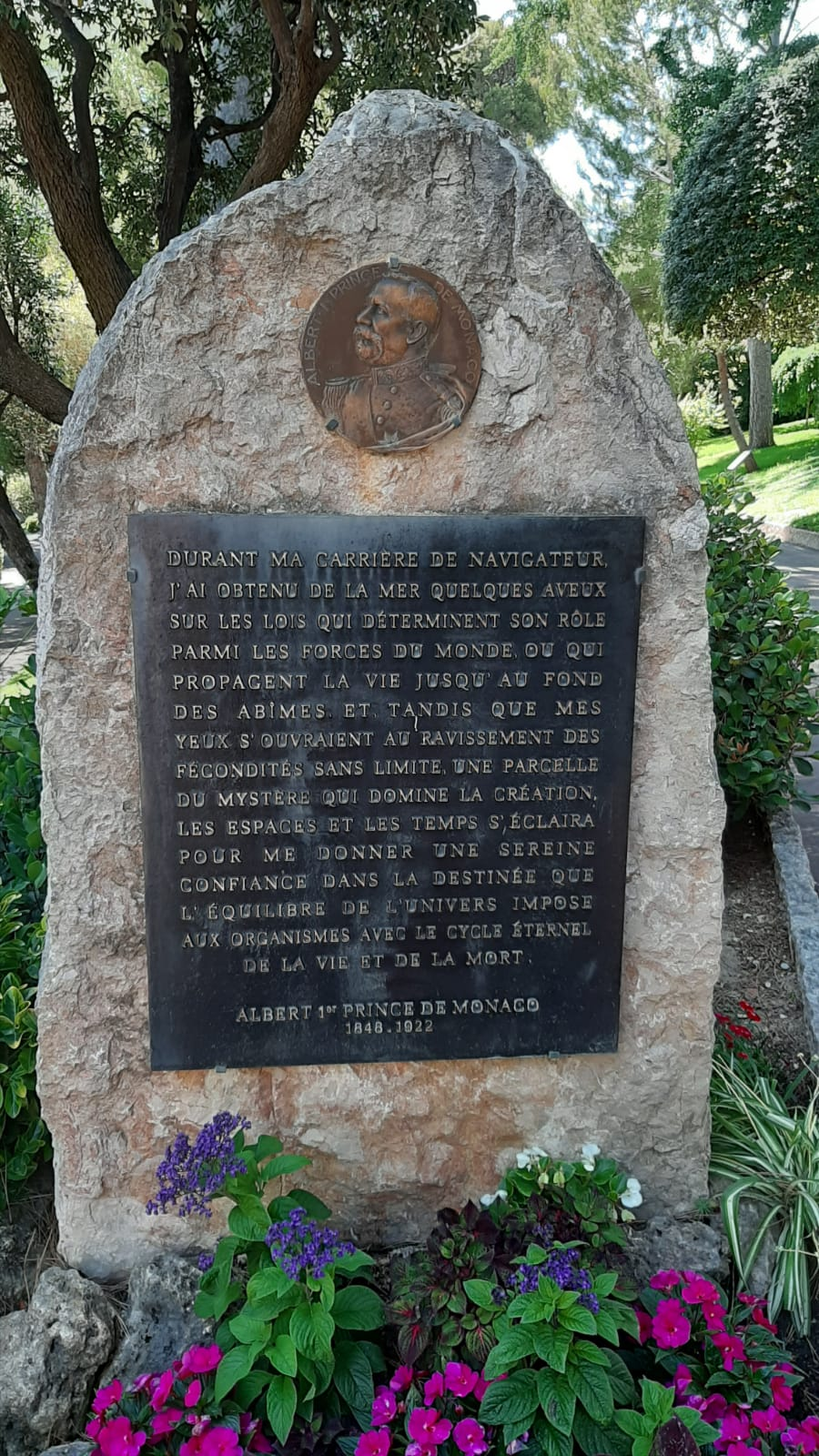
Plaque commémorative des jardins Saint-Martin de Monaco.

À la suite des célèbres récits d'explorations scientifiques océanographiques de Jean-François de La Pérouse avec La Boussole et l'Astrolabe des années 1785, d'Alexander von Humboldt (1799-1804), de Charles Wyville Thomson (1830-1882), de Charles Darwin (1831-1836) à bord du HMS Beagle, ou d'Alphonse Milne-Edwards (1835-1900) etc., le prince Albert Ier de Monaco se passionne pour les découvertes et progrès scientifiques de son époque, en particulier pour l'océanographie et pour les nouvelles théories scientifiques de Charles Darwin, Claude Bernard, et Louis Pasteur...
Après sa formation d’officier de Marine impériale française, passionné de navigation, il s’établit à Monaco, avant de régner de 1889 à 1922, sous le surnom de « prince des Mers », « prince explorateur » ou « prince navigateur-savant ». Il profite de ses nombreux voyages dans les capitales européennes pour fréquenter les milieux universitaires, scientifiques, académiques, et sociétés savantes, et fait alors l’acquisition en 1873, en Angleterre, de la Pleiad de 1862, voilier goélette 2 mâts de 200 tonneaux, qu'il rebaptise l’Hirondelle (« ce nom devait me rappeler les qualités que j'aime chez l'oiseau qui le porte : résolution aventureuse sous une enveloppe élégante, modeste et fine » ). Il le transforme en navire océanographique pour parcourir la Méditerranée et l’Atlantique jusqu’aux Açores et en Arctique, en patronnant et finançant près de 28 campagnes d’exploration océanographiques, entre 1885 et 1915, jusqu'à la Première Guerre mondiale (de 7 à 14 semaines chacune) accompagné de nombreux experts-scientifiques internationaux,,,.

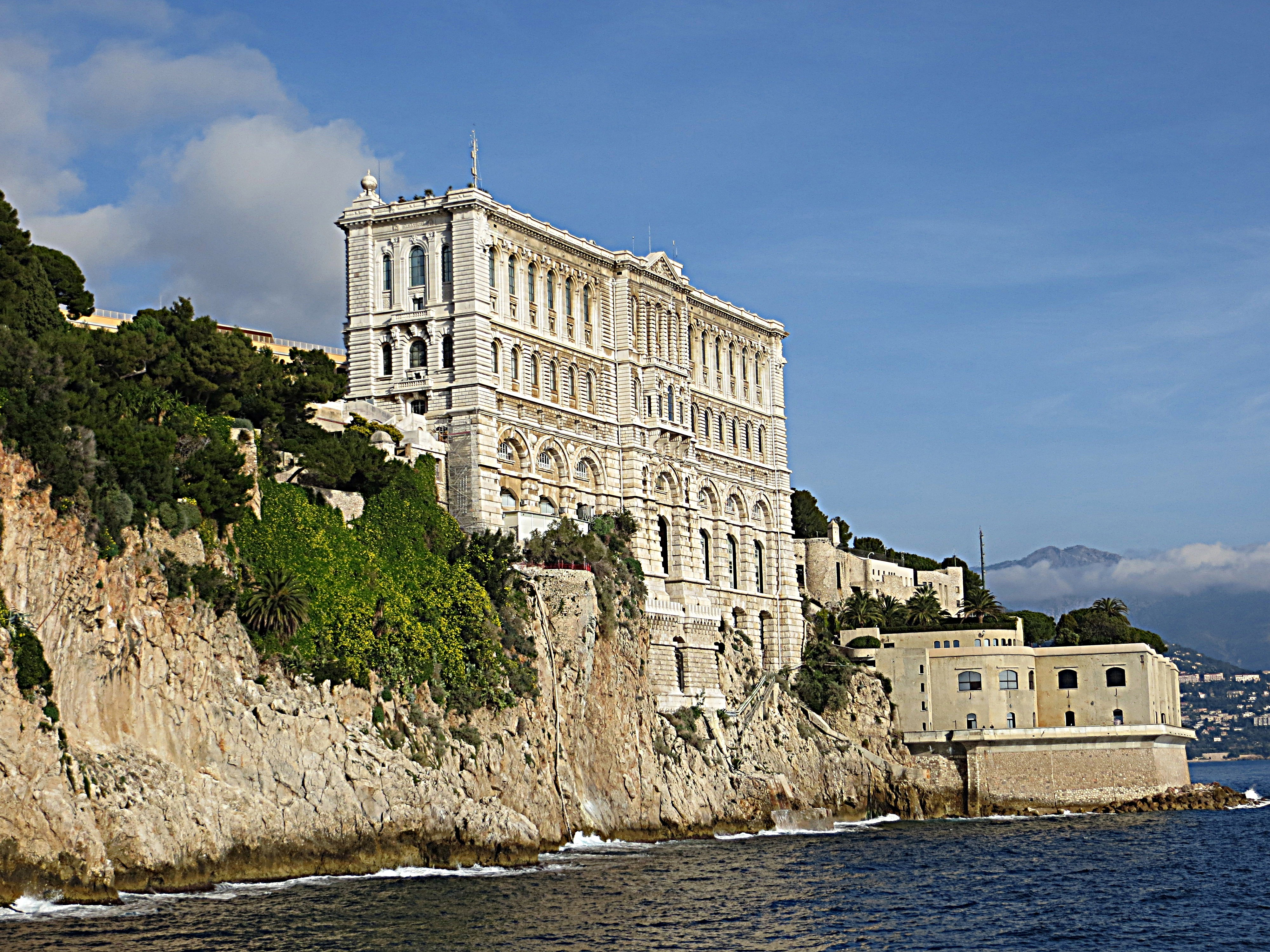
Musée océanographique de Monaco.

Il fonde sa Fondation Albert Ier, Prince de Monaco en 1906, constituée de deux établissements :
- le musée océanographique de Monaco (inauguré en 1910) où sont présentées les collections et découvertes scientifiques rapportées de ses expéditions.
- l'Institut océanographique de Paris (inauguré en 1911) destiné à la recherche et à la diffusion de la connaissance océanographique (actuelle Maison de l'Océan).

Il se fait construire trois nouveaux navires océanographiques, de plus en plus grands, puissants, rapides, et équipés, pour succéder à son premier navire,, :

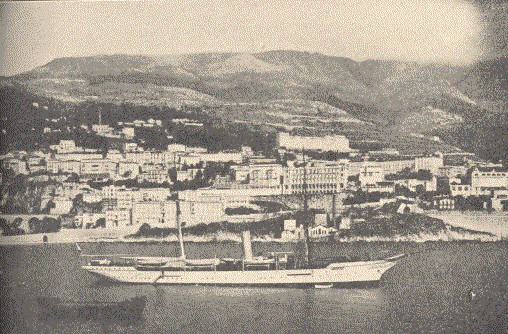
Le Princesse Alice II (1897)

- 1890 : le Princesse Alice (en hommage à sa seconde épouse Alice Heine) goélette trois-mâts de 53 m, de 650 tonneaux.

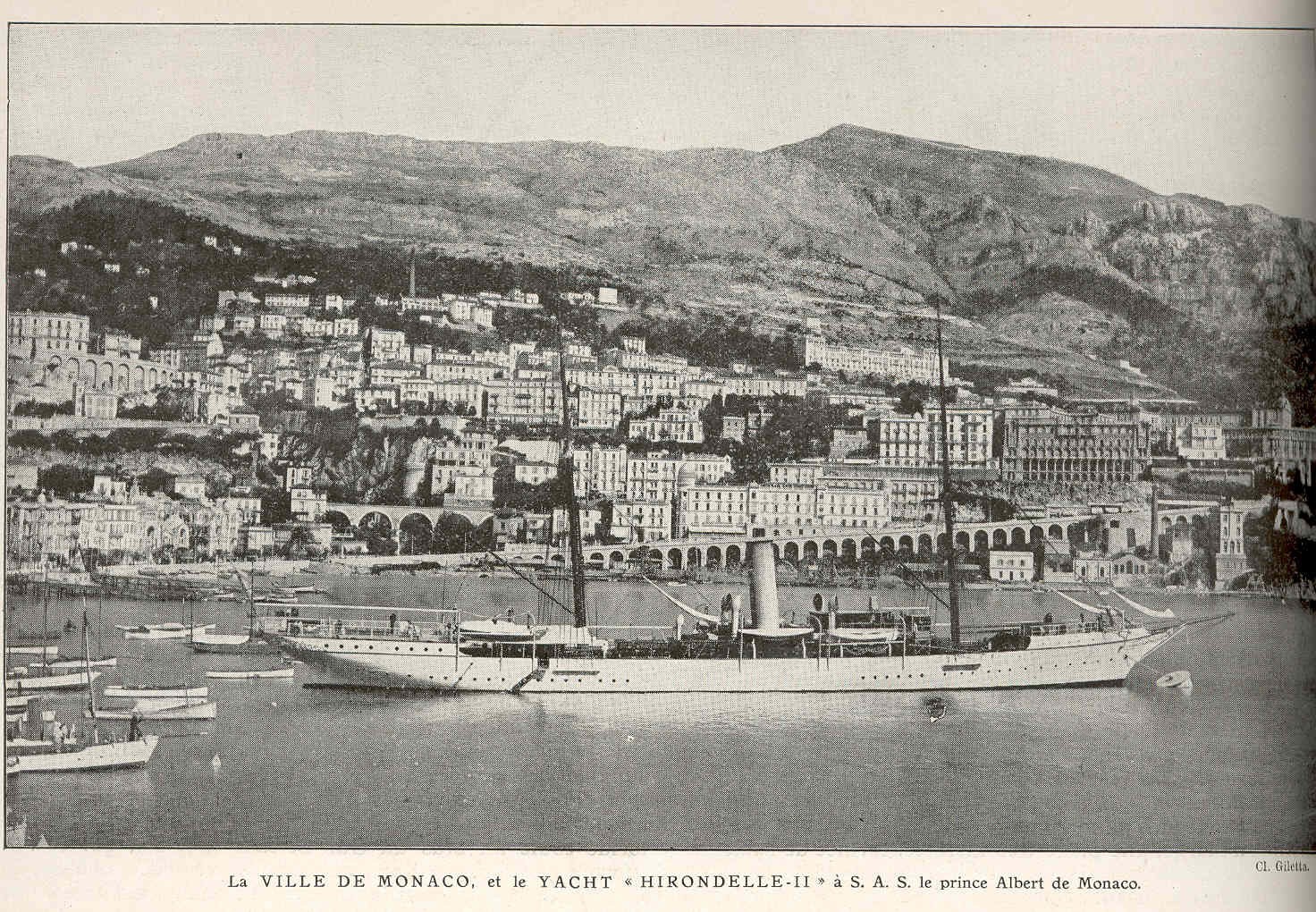
LHirondelle II (1911)

- 1897 : le Princesse Alice II, goélette deux-mâts de 73 m, de 1378 tonneaux.
- 1911 : l'Hirondelle II, goélette de 82 m, de 1650 tonneaux, dont le laboratoire scientifique est reconstitué et exposé au musée océanographique de Monaco[10],[11].

Le célèbre commandant explorateur Jacques-Yves Cousteau (commandant emblématique de la Calypso) lui succède à la direction du musée océanographique de Monaco entre 1957 et 1988.